# 东陂镇 (连州市)
东陂镇，是中华人民共和国广东省清远市连州市下辖的一个乡镇级行政单位。

## 行政区划
东陂镇下辖以下地区：
东陂村、香花村、西塘村、塘联村、前江村、江夏村、卫民村、大江村和东塘村。